# 2017年のフランス
2017年のフランス （2017ねんのフランス）では、2017年のフランスに関する出来事について記述する。

## 国家元首等
- 共和国大統領
  - 第24代: フランソワ・オランド （社会党、2012年5月15日 - 2017年5月14日）
  - 第25代: エマニュエル・マクロン （共和国前進、2017年5月14日 - ）
- 首相
  - 第22代: ベルナール・カズヌーヴ （社会党、2016年12月6日 - 2017年5月15日）
  - 第23代: エドゥアール・フィリップ （共和党、2017年5月15日 - 2020年7月3日）

## できごと

### 1月
- 1月8日 - ソーヌ＝エ＝ロワール県の高速道路でバスが転落し、ポルトガル人観光客4人が死亡、約20人が負傷[1]。

### 2月
- 2月24日 - 第42回セザール賞。

### 3月
- 3月16日 - グラースの高校で、生徒による銃乱射事件が発生し、10人前後が負傷[2]。

### 4月
- 4月22日-23日 - 2017年フランス大統領選挙第1回投票。中道共和国前進のエマニュエル・マクロン候補が第1位、右派国民戦線のマリーヌ・ル・ペン候補が第2位となり、この2候補による決選投票が執行されることとなった。

### 5月
- 5月6日-7日 - 2017年フランス大統領選挙決選投票。中道共和国前進のエマニュエル・マクロン候補が右派国民戦線のマリーヌ・ル・ペン候補を破り、当選。
- 5月14日 - エマニュエル・マクロン、第25代フランス大統領に就任。新大統領は2017年5月現在39歳で、史上最年少のフランス大統領となった。
- 5月15日 - エドゥアール・フィリップ、第23代フランス首相（第五共和政）に就任。
- 5月17日-28日 - 第70回カンヌ国際映画祭。

### 6月
- 6月6日 - パリ中心部ノートルダム寺院前にて、ISILに感化されたアルジェリア人の男がハンマーで警官を襲撃し取り押さえられる[3]。
- 6月11日 - フランス国民議会選挙第1回投票で、マクロン首相率いる共和国前進と、共闘する民主運動の得票率が合わせて32.32％の圧倒的多数を占める見通しとなり、これによって獲得する議席数は定数577のうち、過半数を大きく上回る400議席以上となった。一方、投票率は過去最低の49％に落ち込んだ[4]。
- 6月18日
  - フランス国民議会選挙決選投票で、共和国前進らマクロン派の勢力が全議席(定数577)のうち約6割の351議席を獲得し、単独過半数を越えた安定政権となる議席を確保した。共和党は半数の137議席、社会党は議席の8割を失う27議席と惨敗した。国民戦線は8議席を獲得し、マリーヌ・ル・ペン党首も下院初当選を果たした。一方、投票率は第1回を下回る43％と落ち込んだ[5]。
  - マリの首都バマコ郊外のリゾート施設を武装集団が襲撃。4人が死亡、フランス人観光客を含めた36人が一時拘束される。犯人4人が射殺され、5人が拘束[6]。
- 6月19日
  - リシャール・フェラン（英語版）国土整備大臣が妻に関係する利益相反スキャンダルで辞任[7]。
  - パリ・シャンゼリゼ通りで車が治安部隊の装甲車両に激突。乗車していた男は死亡。車内からは自動小銃や刃物が押収され、治安部隊を狙ったテロと見られる[8]。
- 6月20日 - シルヴィー・グラール国防・軍事大臣（フランス語版）が、自身が欧州議会議員時代に所属していた民主運動の欧州議会公金不正流用疑惑を受けて辞任[9]。
- 6月21日
  - 前日のグラールに続き、フランソワ・バイル司法大臣兼国民教育省大臣と、マリエル・ド・サルネーズ（英語版）欧州問題担当大臣が民主運動の不正流用疑惑により辞任[10]。
  - 第二次エドゥアール・フィリップ内閣（フランス語版）が発足[11]。
- 6月29日 - クレテイユのモスクに車が突入し、防護壁に衝突。運転していた男は逃走したが逮捕された[12]。
- 6月30日 - マリーヌ・ルペンが欧州議会予算からフランス国内のスタッフの給与を不正に支給させた嫌疑で訴追された[13]。

### 7月
- 7月1日
  - 7月14日に予定されているパリ祭にてマクロン大統領を暗殺しようと企ていた男が28日に逮捕され、この日に訴追[14]。
  - 6月末にミラマからブリエンヌ＝ル＝シャトー（フランス語版）まで兵器を輸送していた列車からロケットランチャー4丁や徹甲弾を盗み出したとして、ミラマ在住の23歳の男をこの日逮捕。常習犯で、兵器を狙ったのかは不明[15]。
- 7月6日 - ニコラ・ユロ環境相（フランス語版）、パリ協定目標達成に向けて、2040年までにガソリン車とディーゼル車の販売を終了させると発表[16]。
- 7月19日 - フランス軍のドビリエ統合参謀総長、国防予算を削減するマクロン大統領の方針に反対し辞任[17]。

### 8月
- 8月2日 - ヴィエンヌ郊外サント・コロンブで古代ローマ時代の豪邸や公共建物の街区遺跡が発見される[18]。
- 8月3日 - デンマーク、マルグレーテ2世の配偶者、元フランス人のヘンリク殿下が自らの死後女王とは別の場所に埋葬してほしい意向であることが発表[19]。
- 8月10日 - パリ郊外ルヴァロワ＝ペレにて巡回中の兵士らに車1台が衝突し、兵士6人が負傷。衝突した車の持ち主は追跡の末に逮捕。ルヴァロワ＝ペレの市長は意図的な犯行であったと声明[20]。

### 9月
- 9月12日 - 各地で8月31日に発表された改正労働法に反対する大規模デモ。警察発表では22万人、フランス労働総同盟の発表では40万人が参加した[21]。
- 9月13日 - 国際オリンピック委員会（IOC）は、リマ（ペルーにて開催した第131次総会に於いて、2024年夏季オリンピックをパリ、2028年夏季オリンピックをロサンゼルス（アメリカ合衆国）でそれぞれ開催することを委員の満場一致により正式決定した[22]。
- 9月19日 - ハリケーン・マリアがドミニカ国に上陸。そのままカリブ海諸島を通過し、ドミニカで15人、フランス領グアドループで2人、ハイチで3人が死亡[23][24]。
- 9月21日 - ローラ・フレッセル（英語版）スポーツ相（英語版）、2018年平昌オリンピックについて安全確保が万全でないなら同国の出場辞退もありえるという見解を示した[25]。
- 9月24日 - 元老院選挙(定数348のうち、171議席が今回改選)。野党右派の共和党が改選前より17議席多い159議席となり、元老院第一党を維持。一方、マクロン大統領率いる共和国前進は2議席を減らす27議席に留まった。社会党は7議席減の79議席、国民戦線は2議席と変わらず[26]。
- 9月27日 - アルストムとドイツのシーメンスが鉄道事業を統合すると発表。新会社は鉄道車両シェアで世界2位のメーカーとなる[27]。

### 10月
- 10月1日 - マルセイユ・サン・シャルル駅で刃物による襲撃事件。2人が死亡。実行犯もその場で射殺。30代で犯罪歴があるという実行犯は、襲撃時に「アッラーフ・アクバル」と叫んでおり、ISILが犯行声明を出している[28]。
- 10月10日 - パリ、リヨン、ストラスブール、ニースなど各都市でマクロン大統領が計画している公的部門の賃金凍結や人員削減に抗議するデモが行われ、公務員ら20万人以上が参加[29]。
- 10月13日 - 国際連合教育科学文化機関、イリナ・ボコヴァ事務局長の後任を決める投票が行われ、オードレ・アズレ前フランス文化相が、ハマド・ビン・アブドルアジズ・カワリ（英語版）前カタール文化相（英語版）を破り当選[30]。
- 10月14日 - コートジボワール、アビジャン海岸にフランス軍がチャーターした輸送機が墜落。モルドバ人4人が死亡、仏軍兵士3人を含む6人が負傷[31]。
- 10月17日 - 対テロ当局、国内のモスクや政府報道官を含む政治家の襲撃を計画していたとみられる極右活動家10人を逮捕[32]。

### 11月
- 11月1日 - 先月18日に可決成立した対テロ新法が施行。これによって、2015年11月のパリ同時多発テロ事件以来続けてきた非常事態宣言が終結した[33]。
- 11月10日 - オート＝ガロンヌ県ブラニャックで、歩行中の中国人学生3人に車が突入し1人が重傷、2人が軽傷。逮捕された男は重度の精神疾患で入院歴があった[34]。
- 11月15日 - チリ、ラ・シヤ天文台で運用されている高精度視線速度系外惑星探査装置(HARPS)で、12年間に渡って観測を行ったフランスの研究チームにより、おとめ座の方角にある赤色矮星ロス128を公転している惑星ロス128bの存在を確認。地球規模の大きさで、地球類似性指標は2017年11月の段階で4番目に高い惑星である[35]。
- 11月18日 - レバノンのサード・ハリーリー首相がパリでマクロン大統領と会談。レバノン独立記念日に合わせて帰国する意志を表明[36]。

## 死去
- 3月21日 - アンリ・エマニュエリ、第8代国民議会議長、政治家（1945年 -）